# Baojun E200
Сюда перенаправляется запрос Wuling Nano EV. Не следует путать с Tata Nano.
Baojun E200 — городской электромобиль, выпускающийся с 2018 года подразделением Baojun совместного предприятия SAIC-GM-Wuling. Является двухместным двухдверным автомобилем с люком сзади и вторым после E100 и до E300 микрокаром серии Baojun. С 2021 года автомобиль выпускается под названием Wuling Nano EV.

## Описание

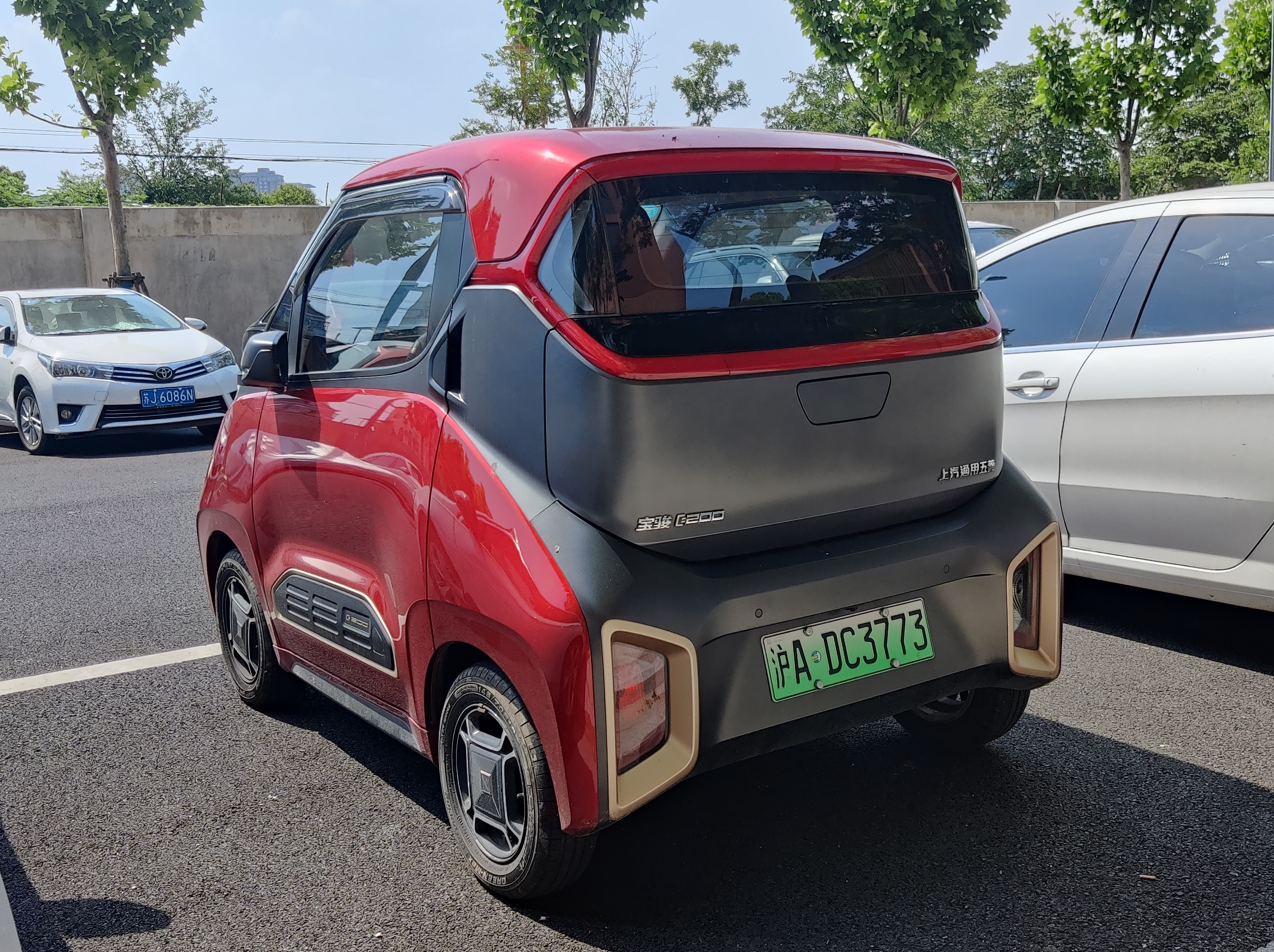
Вид сзади

Производство модели Baojun E200 началось в сентябре 2018 года, а продажи начались в феврале 2019 года в Китае.
По циклу NEDC запас хода варьируется от 210 до 270 км. По сравнению с Baojun E100 аккумуляторная система имеет повышенную плотность, что позволяет аккумулятору накапливать энергию на 24 кВт⋅ч больше. Энергопотребление составляет 10,3 кВт⋅ч/100 км. E200 приводится в движение электродвигателем мощностью 29 кВт (39 л. с.), который обеспечивает разгон автомобиля до 100 км/ч за 15,8 сек. Цена варьируется от 54800 до 64800 юаней.
Baojun E200 имеет список функций, включающий 7-дюймовую цветную комбинацию приборов, светодиодную светотехнику, двухканальные динамики и интерактивную систему дистанционного управления, которая отображает информацию о состоянии зарядки, навигации при парковке, состоянии источника питания и осмотре автомобиля. Антиблокировочная система тормозов (ABS) плюс электрическое распределение тормозной силы (EBD) и электронный контроль устойчивости (ESC) являются основными функциями безопасности E200. Подушки безопасности не установлены. В стандартную комплектацию E200 входят 12-дюймовые колёса, а снаряжённая масса составляет 830 кг. Полная масса автомобиля — 980 кг.

## Wuling Nano EV

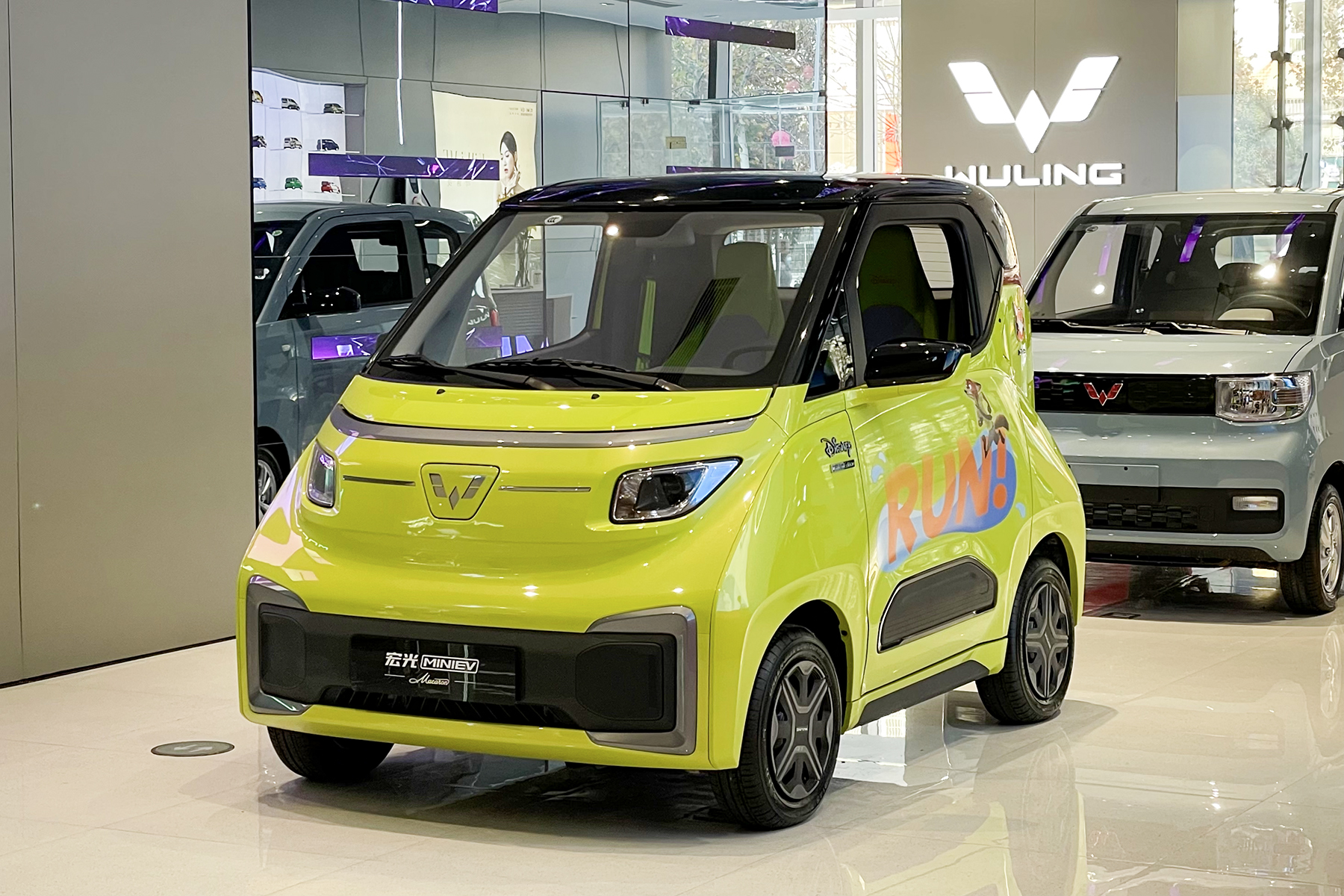
Wuling Nano EV

Wuling Nano EV является рестайлинговой версией Baojun E200, созданной совместным предприятием SAIC-GM-Wuling и представленная на Международном автосалоне в Тяньцзине двумя ограниченными сериями по мотивам персонажей Зверополиса от Disney.